# جامع أمير سلطان
جامع أمير سلطان (بالتركية: Emir Sultan Camii)‏ هو مسجد في مدينة بورصة ، بتركيا. مدفون خارجهُ صاحب المسجد العالم والمفكر الإسلامي «شمس الدين محمد بن علي آل حسين البخاري» المُكنّى بأمير سلطان زوج «خوندي فاطمة سُلطان خاتون» ابنة السلطان بايزيد الأول.
بُني جامع أمير سلطان في القرن الرابع عشر ولا يُعرف على سبيل الدقة في أي عام ولكن المتوقع أن يكون قد بُنيَ ما بين أعوام 1366-1429م، ومن المحتمل أنه بُني أثناء حكم محمد جلبي (السلطان محمد الأول) ثم أُعيد بناؤه في عام 1804م  بناءً على أوامر السلطان العثماني سليم الثالث، وأُعيد بناؤه مرة أخرى في عام 1868م.
دُفن بنهاية الفناء الخلفي الخارجي للمسجد، كل من: أمير سلطان وزوجته خوندي فاطمة سُلطان خاتون، وابنهما «أمير علي» وابنتيهما.

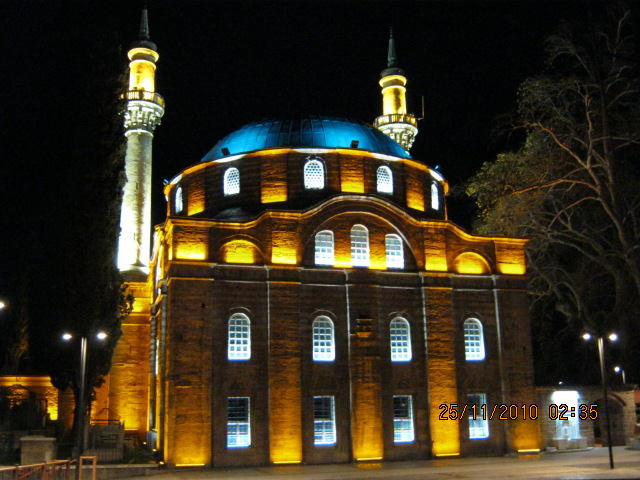
جامع أمير سلطان في الليل.

## تاريخ الجامع

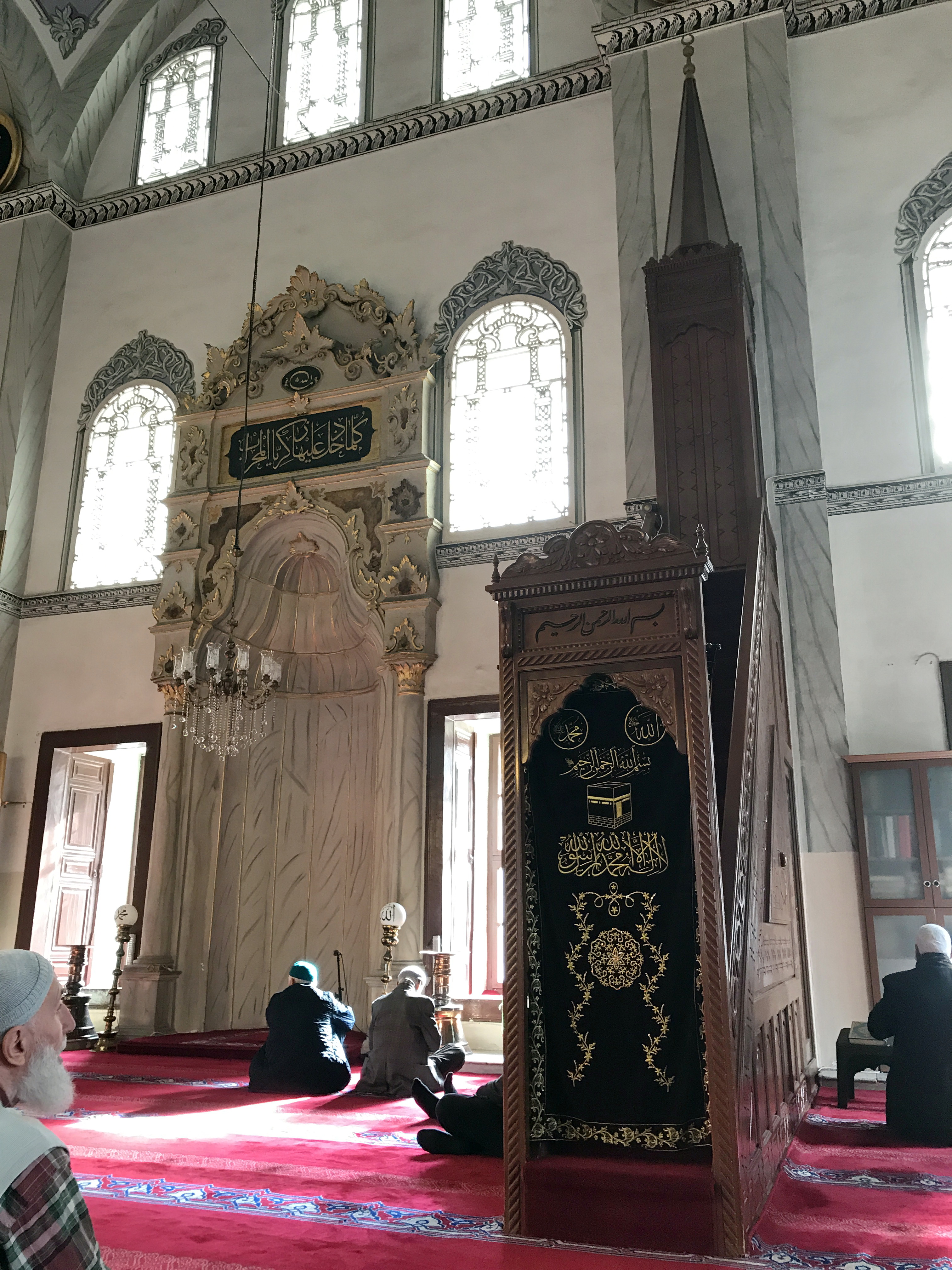
منبر ومحراب جامع أمير سلطان.

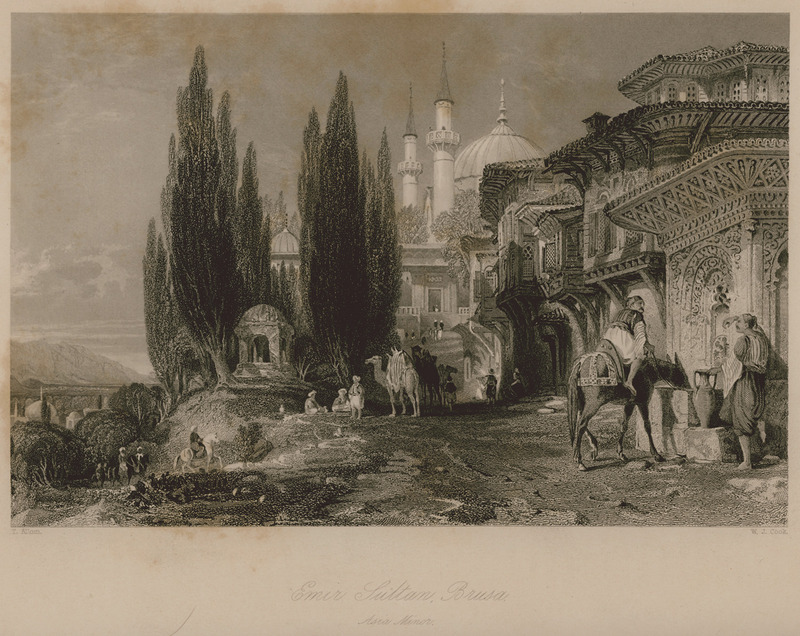
جامع أمير سلطان، رسم في عام 1836م.

أمير سلطان، المعروف أيضا باسم شمس الدين محمد علي الحسين البخاري، كان عالماً وباحثا من بخارى وأيضا مستشار وصهر السلطان العثماني بايزيد الأول.
بُنيَ الجامع الأصلي في القرن الرابع عشر، وقد تم بناء المسجد الحالي الذي يحمل اسم «أمير سلطان» ويقع في حي يحمل نفس الاسم «أمير سلطان» بمدينة بورصة (اسم الحي بالتركية اليوم: Emirsultan).

### زلزال 1766م
بعد انهيار الجامع الأصلي في زلزال 1766م. تم الحفاظ على مواد البناء الأصلية للجامع والحفاظ على نفس الموقع، ولكن تم تعديل الأسلوب المعماري للجامع ليعكس أسلوب تصميم طراز الباروك الذي ذاع وانتشر في الدولة العثمانية خلال القرن 19.

### زلزال 1855م
بعد زلزال بورصة عام 1855م، أُعيد بناء مسجد وضريح أمير سلطان مرة أخرى عام 1868م (1285هـ) على يد السلطان عبد العزيز الأول.

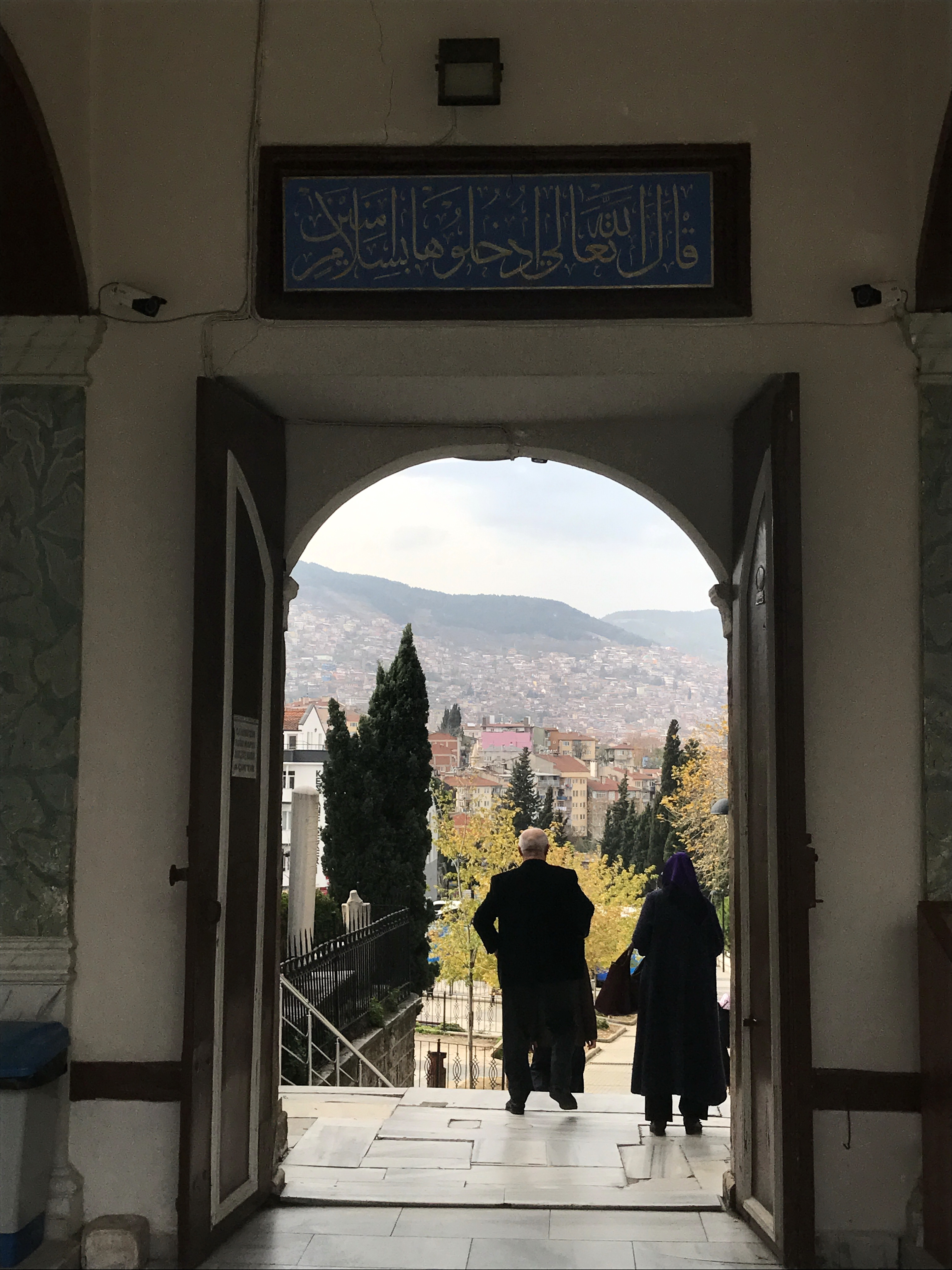
المدخل الغربي كما يُرى من فناء المسجد عند الخروج من المسجد.

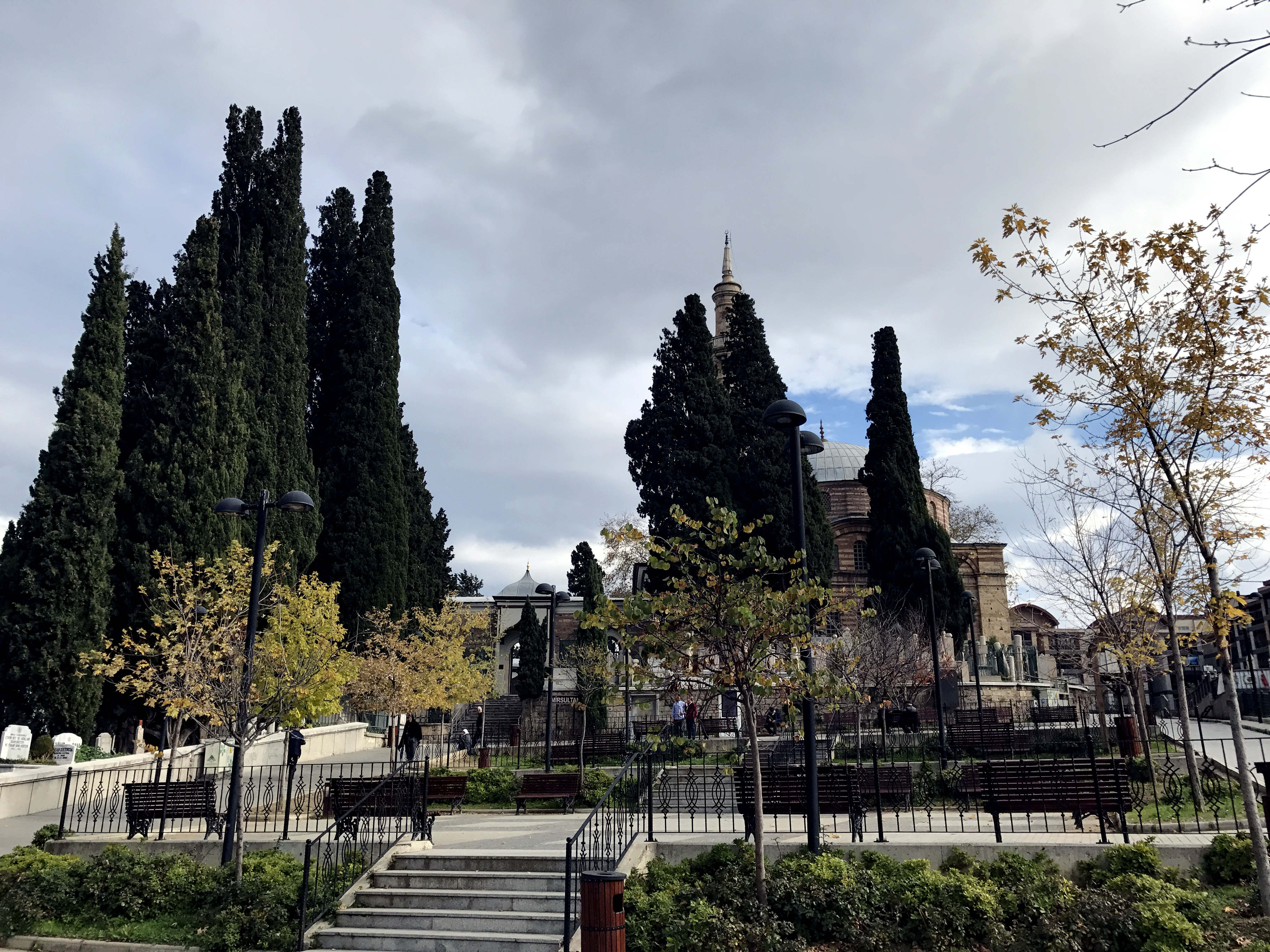
جامع أمير سلطان من المدخل الغربي (القبلة إلى يمين الصورة).

## العمارة والوصف
جامع أمير سلطان مبني على طراز العمارة العثمانية وطراز الباروك، ويتكون من:
- رواق مقبب وفناء واسع.
- قبّة واحدة على قاعدة مثمنة.
- مئذنة حجرية.
- شرفات أفقية على أعمدة من الخشب الزان.
- نوافذ كبيرة.

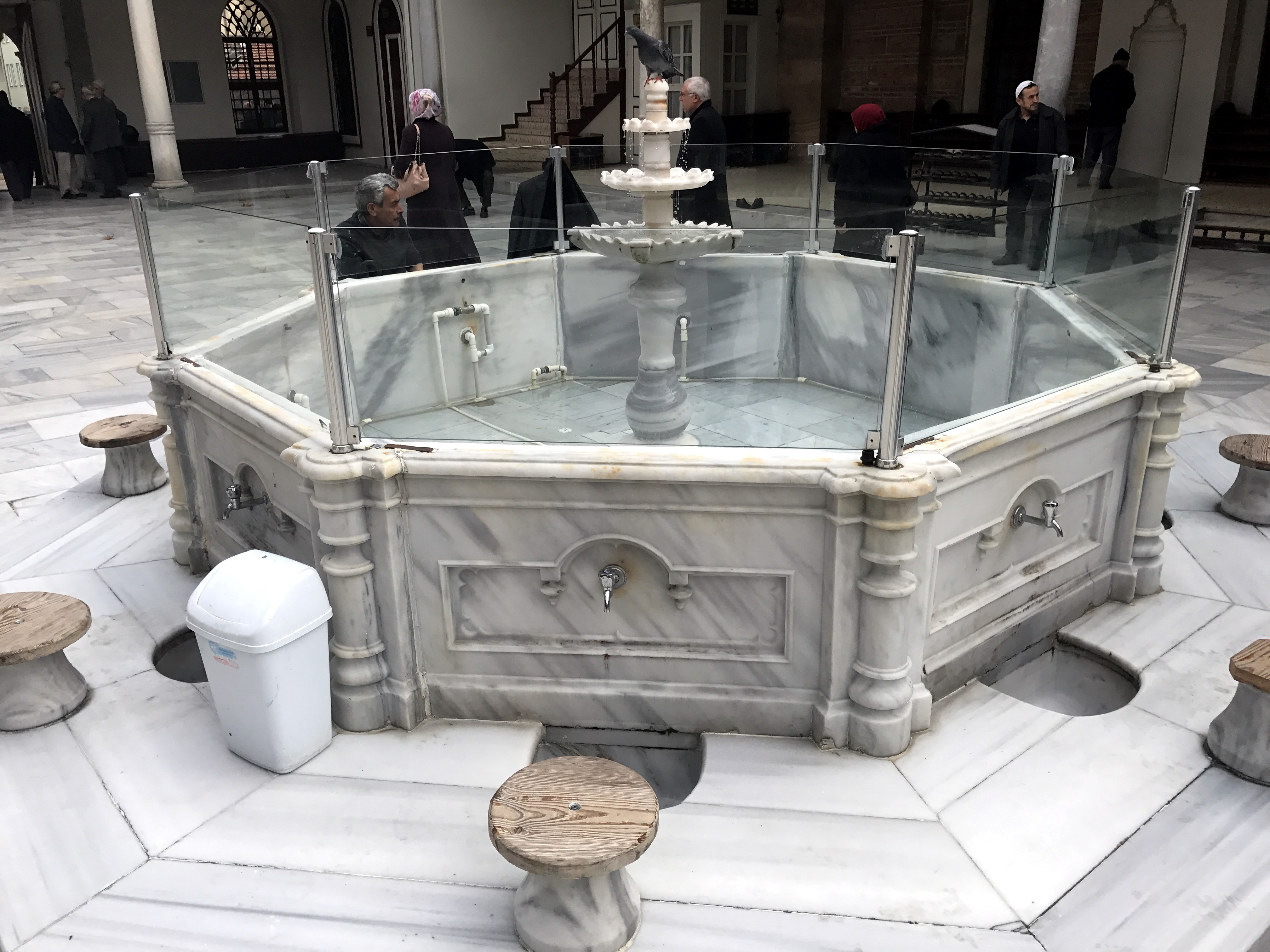
نافورة الوضوء الرئيسية في فناء جامع أمير سلطان.

يقف المسجد والضريح على جانبين متقابلين من الفناء الكبير مع حوض ماء (نافورة وضوء) كبير عند المدخل.

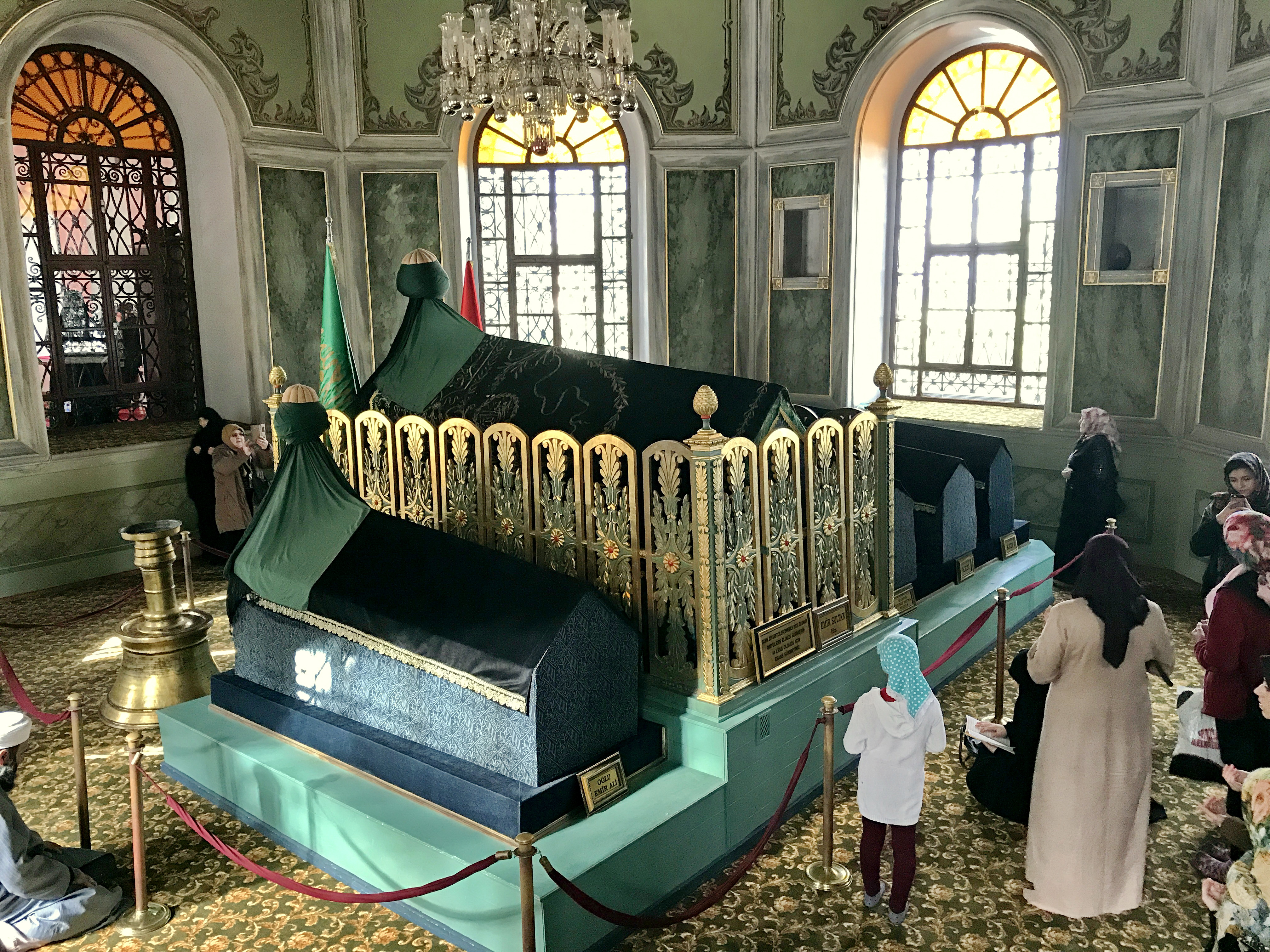
قبر "أمير سلطان" وعليه عمامة (محاط بسور نحاسي أصفر)
وأمامه ابنه «أمير علي» وعليه عمامة
وفي الخلف زوجته خوندي فاطمة سلطان خاتون ثم ابنتيهما
(اتجاه القبلة إلى يسار الصورة)

تقع بوابات مداخل الفناء في شرق وغرب الجامع، ويمكن الوصول إلى باب المسجد (في الجنوب) والضريح (في الشمال خلف القبلة) من خلال الفناء.
يوجد ممر خشبي يعلوه أقواس مدببة، يلتف الممر حول الفناء ويرتفع لتشكيل بوابات مع قباب عالية عند المداخل المؤدية إلى المباني.
يوجد المسجد في جنوب الفناء ويتكون من قاعة صلاة واحدة تُشكّل وحدة معمارية واحدة. هناك مأذنتان مبنيتان بالأحجار في ركني المسجد الشماليين.
يتكون الضريح، الذي يقع في شمال الفناء، من غرفة في الوسط يعلوها قبة وغرف صغيرة على جانبيها تضم مقابر أمير سلطان وأسرته.
هناك غرف أخرى في الزاوية الشمالية من الفناء لاستخدام الأئمة.

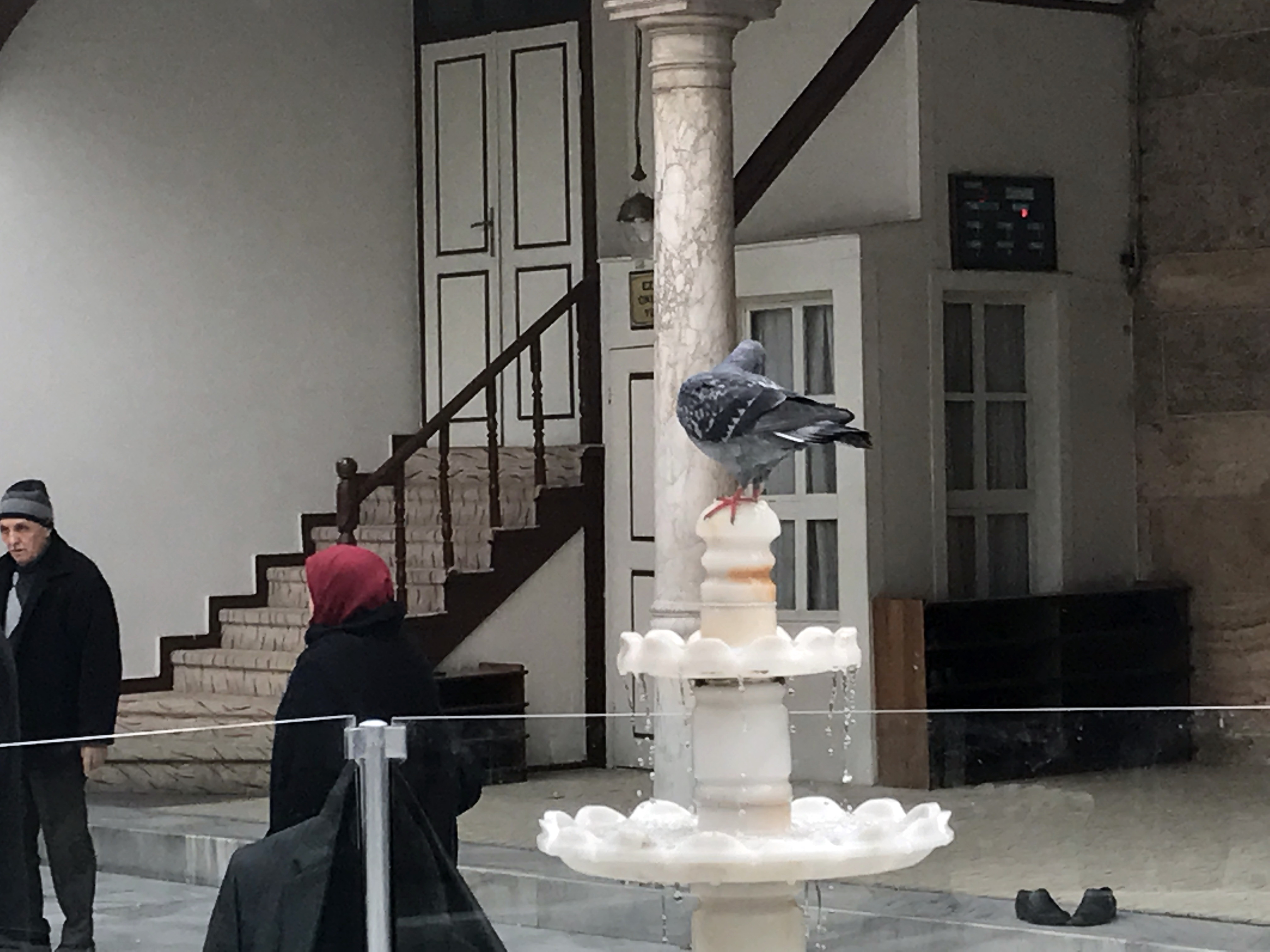
غرفة المؤذن والإمام في الصورة خلف نافورة الوضوء الرئيسية في فناء جامع أمير سلطان.

توجد مقبرة قديمة ممتدة إلى أسفل التل الذي بُنيَ عليه هذا المجمع. قامت «خوندي فاطمة سُلطان خاتون» زوجة أمير سلطان وابنة السلطان بايزيد الأول، ببناء حمّام عام (للاستحمام) إلى الجنوب من المسجد.
هناك العديد من نوافير الماء التاريخية المنتشرة حول المجمع («مجمع» المباني: يُسمّى «كليّة» بالتركية Külliye)؛ أقدمها يرجع تاريخه إلى 1743م.

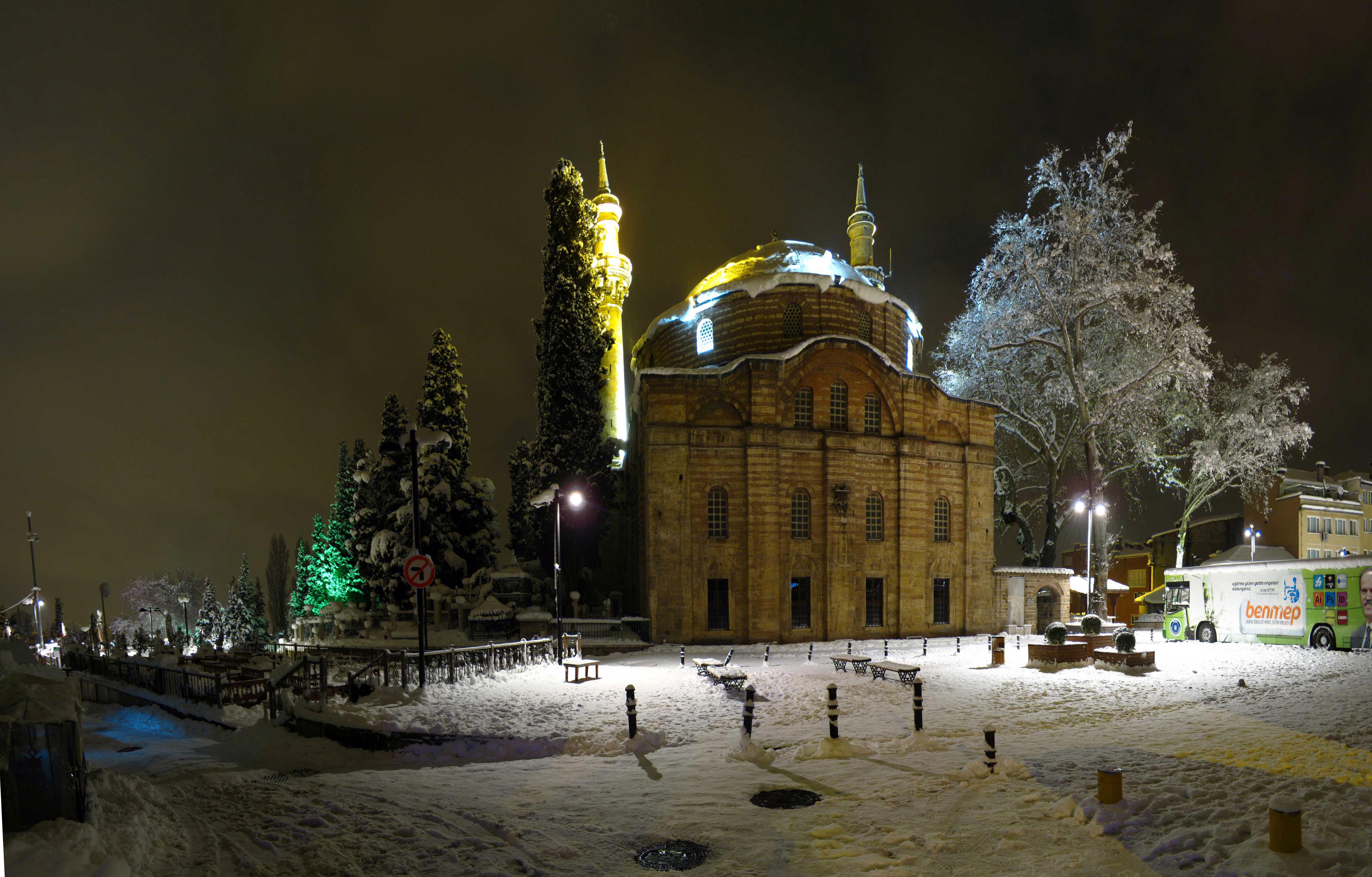
جامع أمير سلطان في فصل الشتاء تحت الثلج.

## التوسعات والتجديد
تمت عدة توسعات وإعادة بناء وإصلاح عبر القرون ، منها:
- تمت التوسعة الأولى للمسجد عام 1507م بإضافة رواق مقبب.
- هُدم المسجد بشكل كامل عام 1795م، ثم أعاد بناءه السلطان سليم الثالث عام 1804م على نفس طريقة البناء.
- تهدم المسجد بشكل كبير في زلزال 1855م، وأعاد بنائه السلطان عبد العزيز في القرن 19 عام 1868م بنفس الأحجار مع تغيير نمط البناء إلى أسلوب العمارة الباروكي، حيث كانت له 6 قباب في السابق، ومازال على وضعه منذ ذلك الوقت.[5]
- تم تجديد المسجد عام 2007م.

## شاهد
- فيديو عن مسجد أمير سلطان وماحوله - يوتيوب، أغسطس 2012م.
- فيديو: TRT-العربية، «هناك – جامع وضريح أمير سلطان» - يوتيوب، مارس 2015م.
- قبر أمير سلطان والجامع، منظر ثلاثي الأبعاد.
- جامع أمير سلطان.

## وصلات خارجية
- صور لجامع «أمير سلطان».
- جامع «أمير سلطان» في 38 صورة.

## معرض الصور
|  |  |  |  |

|  |  |  |  |

|  |  |  |  |

|  |  |  |  |